# Siphonogorgia siphonogorgica
Siphonogorgia siphonogorgica är en korallart som först beskrevs av Harrison 1908.  Siphonogorgia siphonogorgica ingår i släktet Siphonogorgia och familjen Nidaliidae. Inga underarter finns listade i Catalogue of Life.